# Amnouy Wetwithan
Amnouy Wetwithan (en thaï : อำนวย เวชวิฐาน), née le 18 juillet 1979, est une joueuse de parabadminton thaïlandaise concourant en WH2 pour les athlètes en fauteuil roulant n'ayant pas de problèmes au niveau du tronc.
Elle détient cinq titres mondiaux : deux en individuel, deux en double mixte et un en double féminin.

## Palmarès

### Jeux paralympiques

#### En double féminin
| Date | Lieu                               | Partenaire       | Adversaires                      | Score        | Résultat |
| ---- | ---------------------------------- | ---------------- | -------------------------------- | ------------ | -------- |
| 2021 | Gymnase olympique de Yoyogi, Tokyo | Sujirat Pookkham | Cynthia Mathez Karin Suter-Erath | 21-17, 21-12 | Bronze   |

### Championnats du monde

#### En individuel
| Date | Lieu                                       | Adversaires | Score               | Résultat |
| ---- | ------------------------------------------ | ----------- | ------------------- | -------- |
| 2015 | Stoke Mandeville Stadium, Stoke Mandeville | Lee Sun-ae  | 21-14, 21-12        | Or       |
| 2017 | Dongchun Gymnasium, Ulsan                  | Xu Tingting | 13-21, 21-17, 21-23 | Bronze   |

#### En double féminin
| Date | Lieu                                       | Partenaire       | Adversaires               | Score        | Résultat |
| ---- | ------------------------------------------ | ---------------- | ------------------------- | ------------ | -------- |
| 2009 | Fencing Hall, Séoul                        | Sujirat Pookkham | Lee Sun-ae Kim Yeon-sim   | 18-21, 10-21 | Argent   |
| 2015 | Stoke Mandeville Stadium, Stoke Mandeville | Sujirat Pookkham | Kang Jung-kum Kim Yun-sim | 21-8, 21-14  | Or       |
| 2017 | Dongchun Gymnasium, Ulsan                  | Sujirat Pookkham | Li Hongyan Yang Fan       | 11-21, 13-21 | Argent   |
| 2019 | Halle Saint-Jacques, Bâle                  | Sujirat Pookkham | Liu Yutong Yin Menglu     | 11-21, 15-21 | Argent   |

#### En double mixte
| Date | Lieu                                       | Partenaire       | Adversaires              | Score               | Résultat |
| ---- | ------------------------------------------ | ---------------- | ------------------------ | ------------------- | -------- |
| 2009 | Fencing Hall, Séoul                        | Junthong Dumnern | Lee Sun-ae Kim Sung-hun  | 21-12, 21-16        | Or       |
| 2015 | Stoke Mandeville Stadium, Stoke Mandeville | Jakarin Homhual  | Lee Sam-seop Kim Yun-sim | 21-23, 17-21        | Argent   |
| 2017 | Dongchun Gymnasium, Ulsan                  | Jakarin Homhual  | Lee Sam-seop Lee Sun-ae  | 21-14, 19-21, 21-18 | Or       |
| 2019 | Halle Saint-Jacques, Bâle                  | Jakarin Homhual  | Yang Tong Li Hongyan     | 15-21, 21-19, 16-21 | Argent   |